# Préliminaires
Préliminaries é um álbum solo do músico Iggy Pop. Lançado em 25 de Maio de 2009, é inspirado no livro A possibilidade de uma ilha ("La Possibilité d’une ilê"), do escritor francês Michel Houellebecq. Todas as músicas tem como base o jazz e a música de New Orleans com alguns efeitos eletrônicos.
| “ | "Ele [o livro] fala sobre morte, sexo, o fim da raça humana e também sobre outras coisas bastante engraçadas (...). Li o livro de forma verdadeiramente prazerosa, assim que ele foi lançado, e, na minha cabeça, estava compondo as músicas que seriam a trilha sonora da minha alma ao ler aquela história" | ” |

Além da influencia francesa e jazzística, o álbum também traz a música How insensitive, uma versão em inglês da canção "Insensatez", de Tom Jobim e Vinícius de Moraes.
Marjane Satrapi, autora da historia em quadrinhos Persépolis, é responsável pela arte da capa e do encarte do álbum. A iraniana é amiga de Iggy desde 2007, quando o cantor deu voz ao tio da protagonista na versão animada, em inglês, de Persépolis.
| Críticas profissionais                                                      | Críticas profissionais |
| Avaliações da crítica                                                       | Avaliações da crítica  |
| Fonte                                                                       | Avaliação              |
| --------------------------------------------------------------------------- | ---------------------- |
| Allmusic                                                                    | [ 4 ]                  |
| Pitchfork Media                                                             | (5.4/10)               |
| NME                                                                         | [ 6 ]                  |
| Esta tabela precisa de ser acompanhada por texto em prosa. Consulte o guia. |                        |

## Faixas
1. "Les feuilles mortes" (música: Joseph Kosma; letra: Jacques Prévert) - 3:55
2. "I Want to Go to the Beach" (Iggy Pop) - 2:53
3. "King of The Dogs" (Lil Armstrong, Iggy Pop)- 2:02
4. "Je sais que tu sais" (Lucie Aimé, Hal Cragin, Iggy Pop) - 3:12
5. "Spanish Coast" (Hal Cragin, Iggy Pop) - 3:59
6. "Nice to Be Dead" (Hal Cragin, Iggy Pop) - 2:49
7. "How Insensitive" (Vinicius de Moraes, Ray Gilbert, Antônio Carlos Jobim) - 3:03
8. "Party Time" (Hal Cragin, Iggy Pop) - 2:08
9. "He's Dead / She's Alive" (Iggy Pop) - 2:00
10. "A Machine for Loving" (Hal Cragin, Michel Houellebecq, Iggy Pop) - 3:16
11. "She's a Business" (Hal Cragin, Iggy Pop) - 3:11
12. "Les feuilles mortes (Marc's Theme)" (música: Joseph Kosma; letra: Jacques Prévert) - 3:53